# Éva Orbán
Éva Orbán (* 29. November 1984 in Pápa) ist eine ungarische Leichtathletin, die sich auf den Hammerwurf spezialisiert hat.

## Sportliche Laufbahn
Erste internationale Erfahrungen sammelte Éva Orbán im Jahr 1999, als sie bei den Jugendweltmeisterschaften in Bydgoszcz mit einer Weite von 46,03 m in der Qualifikation ausschied. 2002 nahm sie an den Juniorenweltmeisterschaften in Kingston teil, brachte dort aber keinen gültigen Versuch zustande. Im Jahr darauf belegte sie dann bei den Junioreneuropameisterschaften in Tampere mit 62,33 m den sechsten Platz. 2004 qualifizierte sie sich erstmals für die Olympischen Spiele in Athen, gelangte dort mit 65,76 m aber nicht bis in das Finale. 2005 erreichte sie bei den U23-Europameisterschaften in Erfurt mit 57,26 m Rang elf und schied anschließend bei den Weltmeisterschaften in Helsinki mit 64,26 m in der Qualifikation aus. 2006 verfehlte sie bei den Europameisterschaften in Göteborg mit 62,55 m den Finaleinzug und 2007 nahm sie dann erstmals an der Sommer-Universiade in Bangkok teil und erreichte dort mit einer Weite von 60,19 m Rang zwölf. Im Jahr darauf nahm sie dann erneut an den Olympischen Spielen in Peking teil, schied aber mit 65,41 m erneut in der Qualifikation aus.
2009 schied sie bei den Weltmeisterschaften in Berlin mit 69,39 m in der Qualifikation aus und im Jahr darauf belegte sie bei den Europameisterschaften in Barcelona mit 64,99 m den elften Platz im Finale. 2011 nahm sie erneut an den Studentenweltspielen in Shenzhen teil und gewann dort mit einem Wurf auf 71,33 m die Goldmedaille, nachdem die ursprüngliche Siegerin Zalina Petrivskaia aus der Republik Moldau nachträglich wegen eines Dopingverstoßes disqualifiziert worden war. Damit qualifizierte sie sich ein weiteres Mal für die Weltmeisterschaften in Daegu, bei denen sie mit 68,89 m in der Qualifikation ausschied. 2012 wurde sie bei den Europameisterschaften in Helsinki mit 67,92 m Siebte und verpasste anschließend bei ihren dritten Olympischen Spielen in London mit 68,64 m den Finaleinzug.
2013 stellte sie bei den Halle'schen Werfertagen mit 73,44 m einen neuen Landesrekord auf und erreichte anschließend bei den Weltmeisterschaften in Moskau mit 72,70 m Rang sechs. Im Jahr darauf gelangte sie bei den Europameisterschaften in Zürich bis in das Finale, brachte dort aber keinen gültigen Versuch zustande. 2015 schied sie bei den Weltmeisterschaften in Peking mit 64,57 m in der Qualifikation aus. Auch bei den Europameisterschaften 2016 in Amsterdam reichten 65,86 m nicht für den Finaleinzug und auch 2018 scheiterte sie bei den Europameisterschaften in Berlin mit 59,16 m in der Vorrunde. 
In den Jahren 2005 und 2006, von 2008 bis 2011 und von 2013 bis 2015 wurde Orbán ungarische Meisterin im Hammerwurf.